# El Papus
Pour les articles homonymes, voir Papus (homonymie).

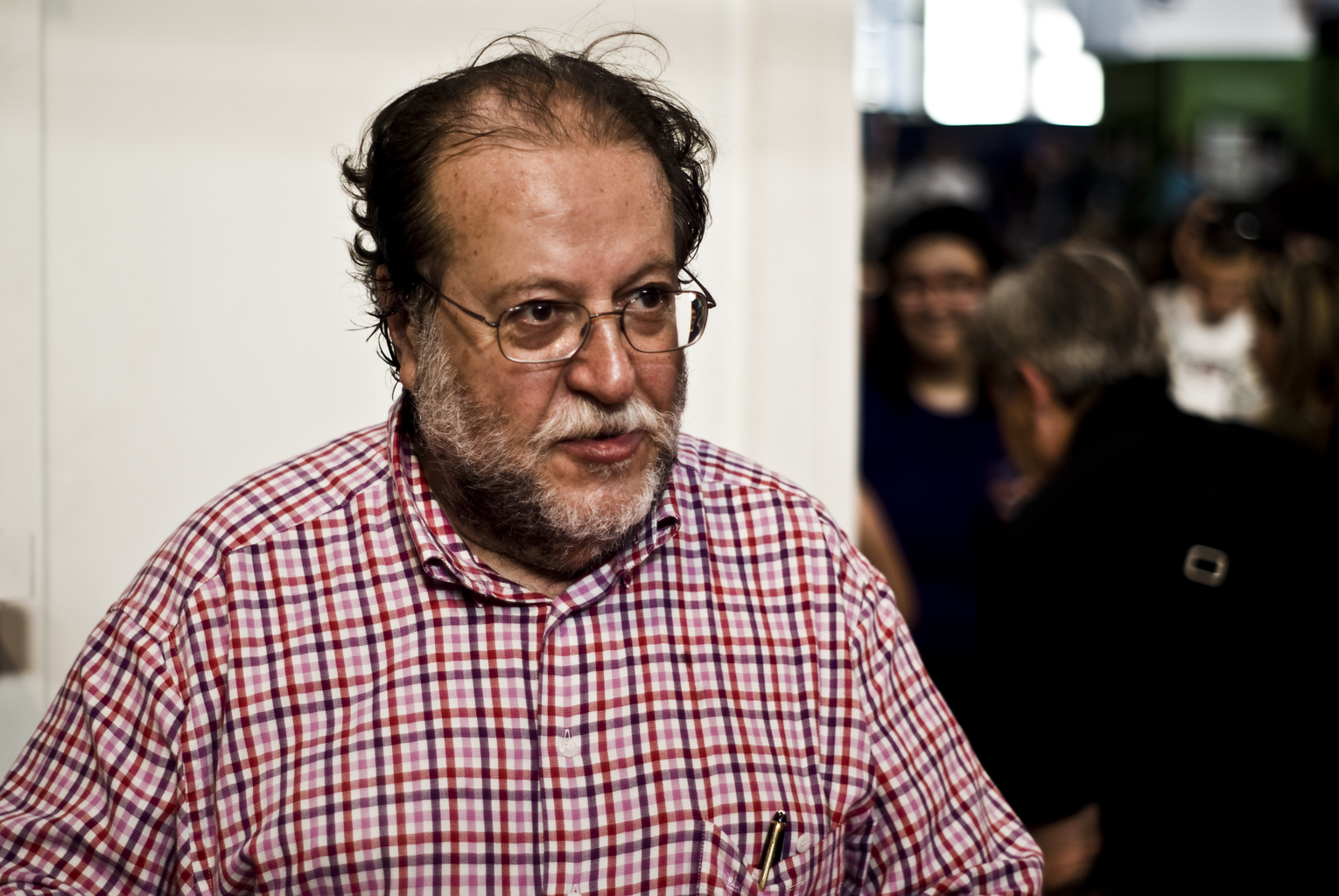
Le dessinateur Óscar Nebreda, au XXV Salón del Cómic de Barcelona.

El Papus, sous-titré Revista satírica y neurasténica (« revue satirique neurasthénique »), est un magazine satirique et humoristique espagnol, à parution hebdomadaire, paru de 1973 à 1986.